# Odry (wieś)
Odry (kaszub. Òdrë, niem. Odri) – wieś  w Polsce, położona w województwie pomorskim, w powiecie chojnickim, w gminie Czersk.
Wieś z pogranicza borowiacko-kaszubskiego, na turystycznym  Szlaku Kamiennych Kręgów. W sąsiedztwie miejscowości przepływa rzeka Wda.
W latach 1975–1998 miejscowość należała województwa bydgoskiego.
Wieś stanowi sołectwo gminy Czersk.
W pobliżu wsi znajduje się rezerwat Kamienne Kręgi, największe w Polsce, a drugie w Europie, skupisko kamiennych kręgów, cmentarzysko Gotów i Gepidów z I i II wieku n.e. Znajduje się tam 10 całych kręgów i 2 częściowo zachowane.
W miejscowości znajduje się także ekspozycja przyrodniczo-archeologiczna Muzeum Historyczno-Etnograficznego w Chojnicach z obiektami archeologicznymi związanymi z cmentarzyskiem w Odrach, a także kościół Wniebowzięcia Najświętszej Marii Panny z 1932 roku i szkoła podstawowa.

## Zabytki
- Według rejestru zabytków NID[9] na listę zabytków wpisane są:

1. kościół parafialny pw. Wniebowzięcia NMP, 1925-32, nr rej.: A-1839 z 10.12.2008, w wyposażeniu gotycka figura Chrystusa[10].
2. cmentarz kościelny, j.w.

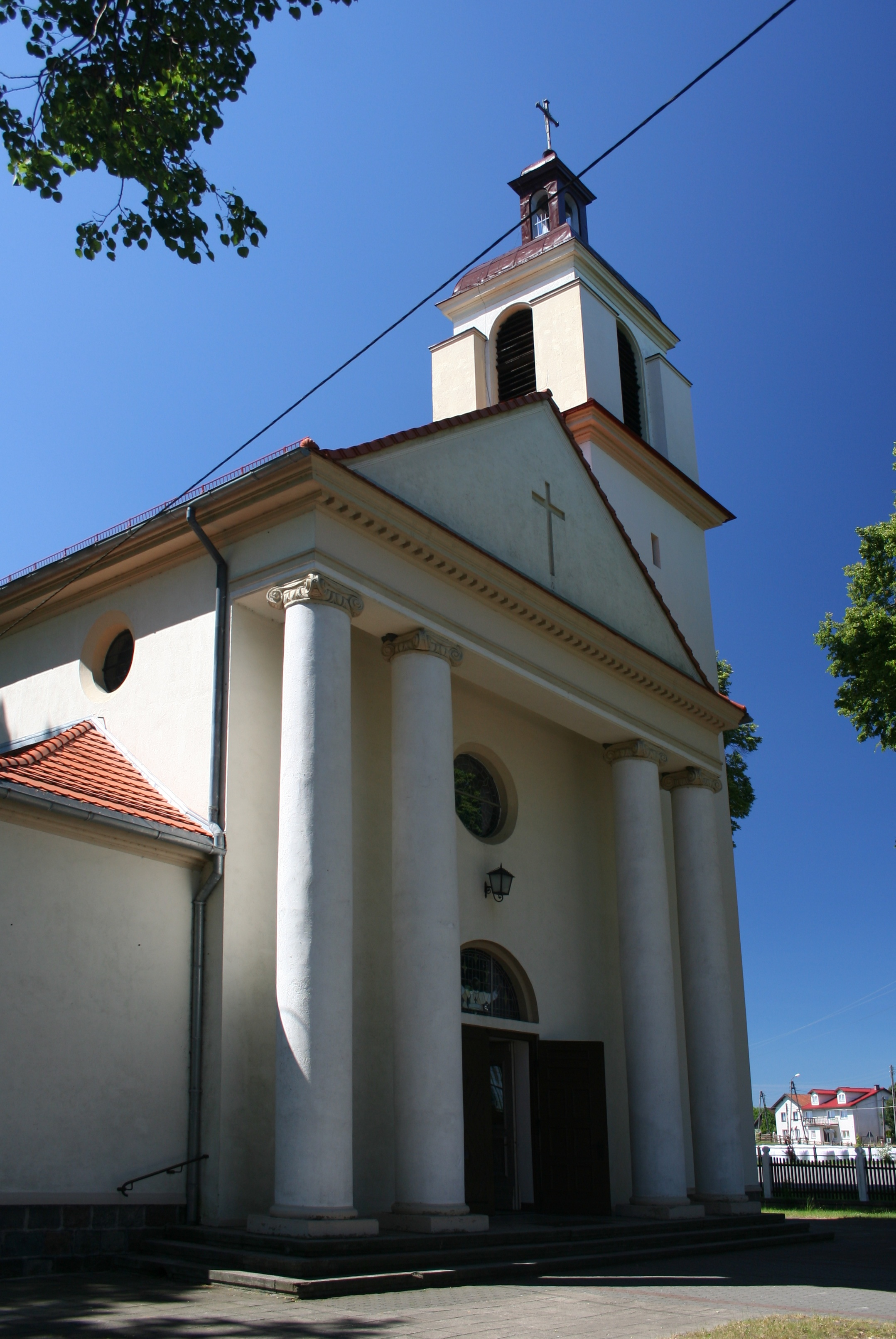
Kościół pw. Wniebowzięcia NMP
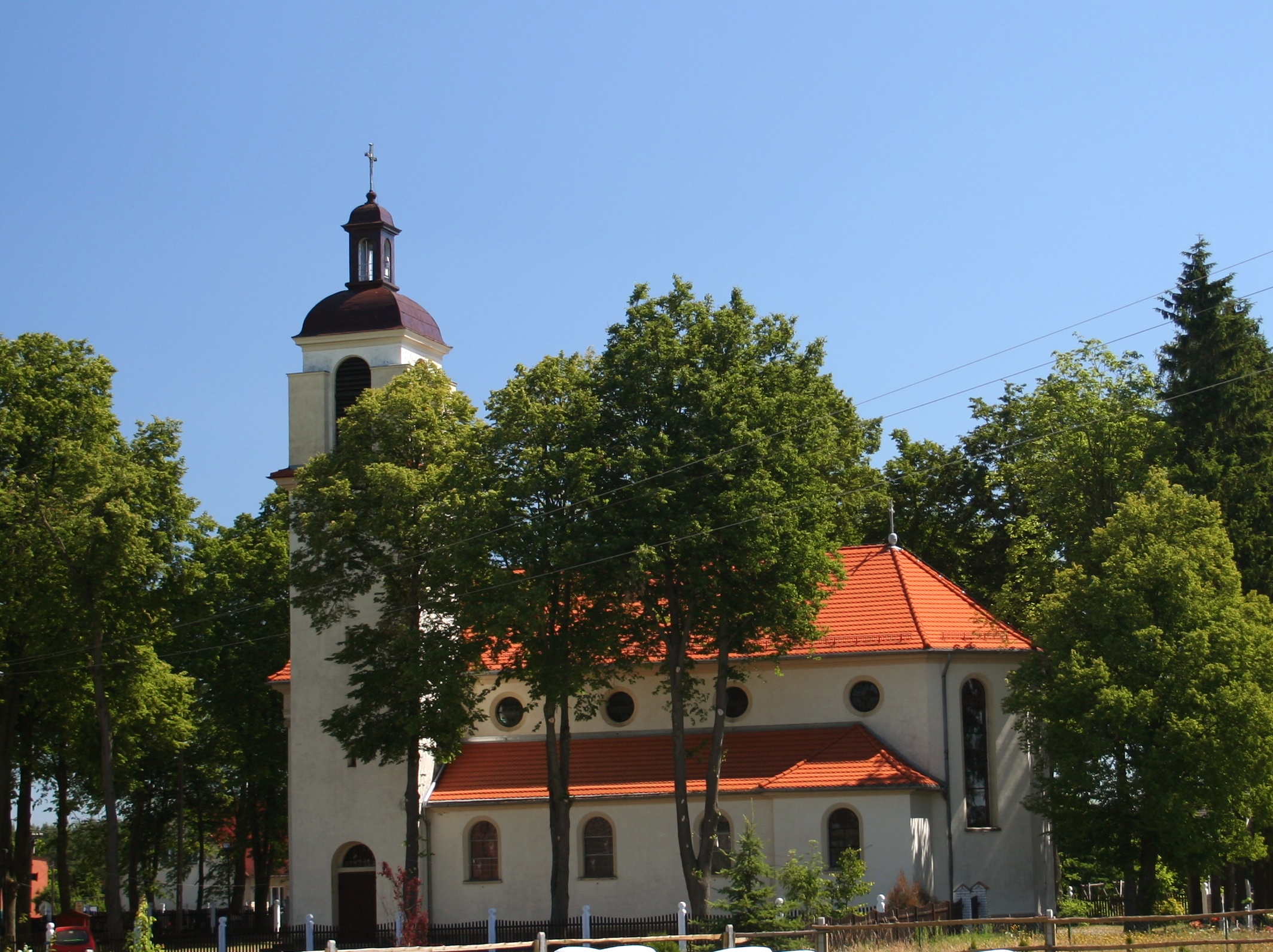
Kościół pw. Wniebowzięcia NMP
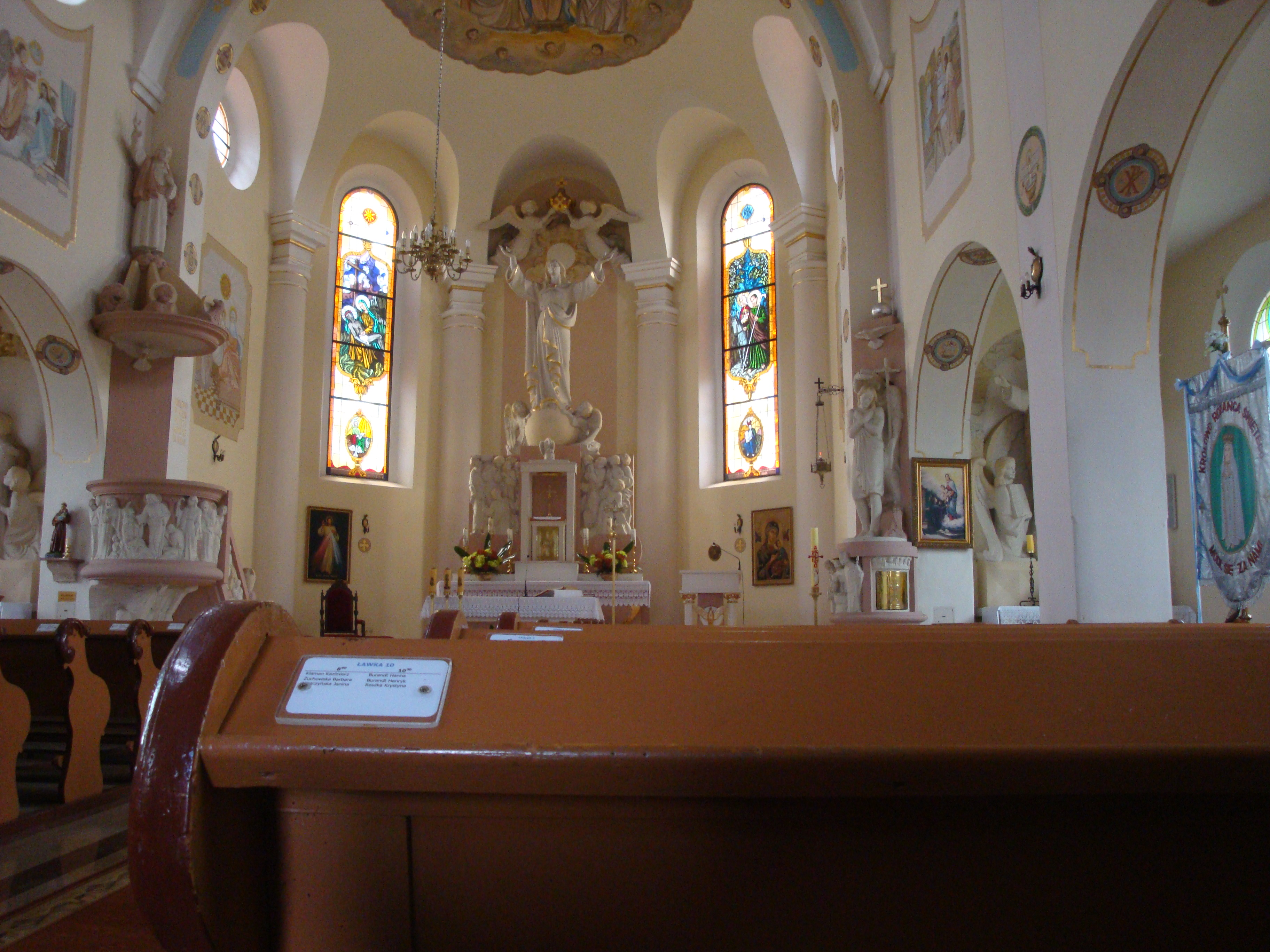
Wnętrze kościoła
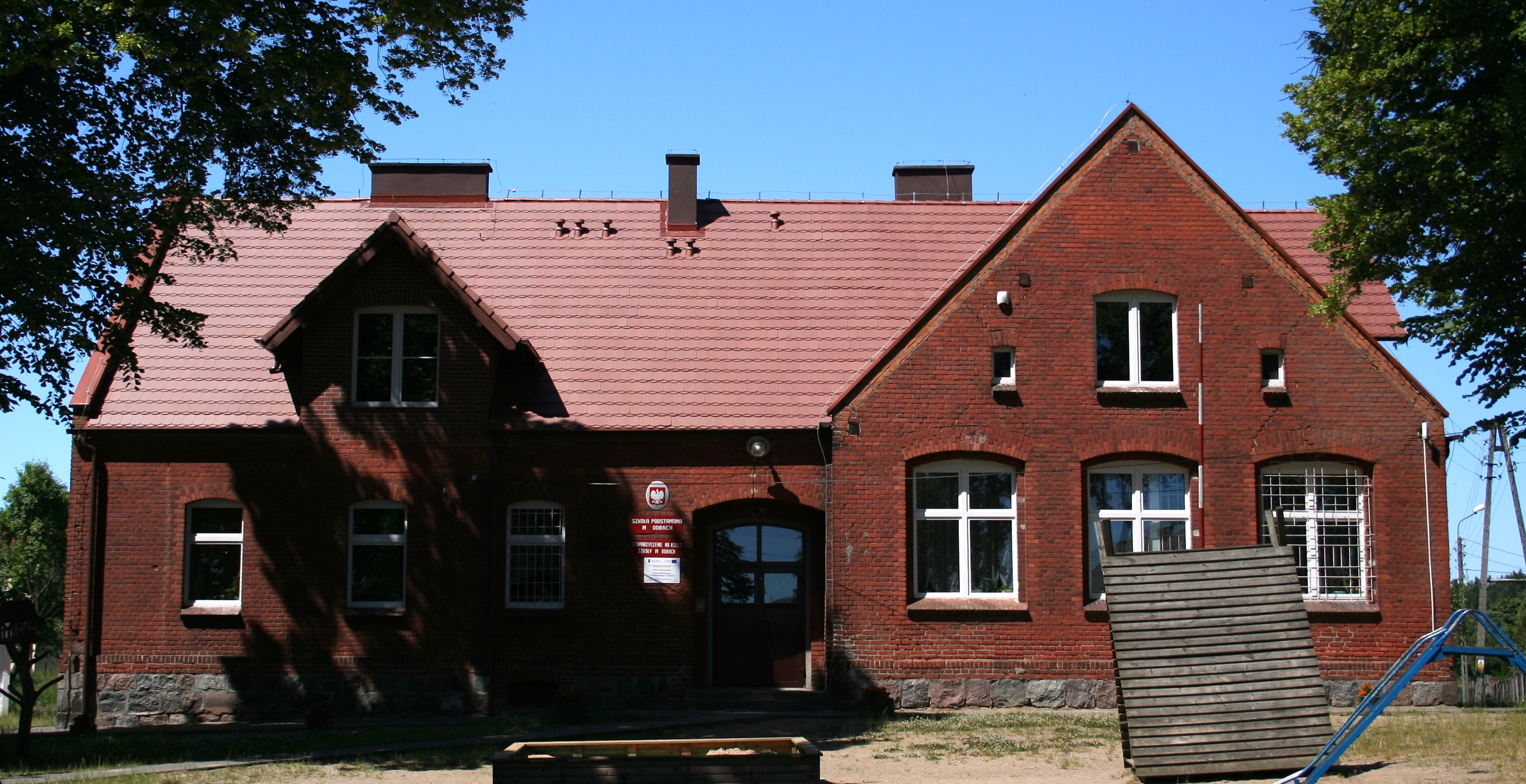
Szkoła podstawowa